# Matúz Józsefné
Matúz Józsefné, született Radnai Rózsa (Budapest, 1924. november 27. – Budapest, 2007. november 3.) a magyarországi TV-Híradó alapító főszerkesztője.

## Élete
Radnai Dezső (1892–1944) főkönyvelő és Rosenzweig Ilona gyermekeként született asszimilálódott zsidó családban. A Pesti Izraelita Hitközség Leánygimnáziumban érettségizett (1942). Apja a vészkorszak áldozata lett. 
Alapításától tagja volt az 1957-ben indult Magyar Televíziónak. 1957. július 2-ától 1985. december 31-ig a hírműsor főszerkesztője volt. Európában Matúzné volt a leghosszabb ideig hírműsor élén álló főszerkesztő. 1957 májusában került a tévéhez, ami akkor, még a Magyar Rádió egyik főosztálya volt. Az első fekete-fehér adások főcíme 1957-ben még Képes Krónika volt, amelyet hetente egyszer tizenöt percben láthattak a nézők, 1958-tól Keddtől keddig néven futott a hírműsor, 1959-től hetente kétszer, 1960-ban háromszor, 1962-ben mindennap, vagyis ötször egy héten jelentkezett a műsor. 1958-ban kapta meg a TV-Híradó nevet. 1960-tól a műsor esti fél nyolcas kezdéssel jelentkezett. 1970-től már stúdióból készítették az adást, addig a kész filmtekercseket a Széchenyi-hegyi adótoronyban fűzték be a technikusok, és az adások alatt élőben Matúzné irányításával olvasták be a filmriportokhoz tartozó leírt anyagot a bemondók: Takács Marika, Tamási Eszter és Bán György. 1970-től a Tv-Híradó szerkesztősége megkapta a 3-as stúdiót, A Tv-Híradó első műsorvezetője Ipper Pál volt, aki előzőleg New York-i tudósító volt. Műsorvezető volt Tv-Híradónál a televíziós bemondó Varga József, Pálfy József, és az első kommentátorok között volt Bajor Nagy Ernő, Baranyi Ferenc, Vértes Éva, Gedeon Pál.  A Tv-Híradót 1979 áprilisától készítették teljes egészében színesben. Matúzné főszerkesztősége alatt több híradós generáció nőtt fel. Főszerkesztőként meghatározta a Híradó műsorgyártási rendszerének kialakítását, hogy milyen arányban legyen belföldi és külföldi hír, milyen arányban legyen riport és kommentár. A nevéhez fűződik a vidéki tudósítói hálózat megszervezése is. 

## Díjai, elismerései
- Munka Érdemrend arany fokozata (1969)[3]
- MSZBT kitüntetés arany fokozata
- Rózsa Ferenc-díj (1972)
- SZOT-díj (1977)
- Szocialista Televízióért
- A Munka Vörös Zászló Érdemrendje (1985)